# میشل مارکولینی
میشل مارکولینی (انگلیسی: Michele Marcolini؛ زادهٔ ۲ اکتبر ۱۹۷۵) بازیکن فوتبال اهل ایتالیا است.
از باشگاه‌هایی که در آن بازی کرده‌است می‌توان به باشگاه فوتبال آسکولی، باشگاه فوتبال تورینو، باشگاه فوتبال کیه‌وو ورونا، باشگاه فوتبال باری، باشگاه فوتبال پادوا، باشگاه فوتبال آ. ث. لومتزانه، باشگاه فوتبال آتالانتا، و باشگاه فوتبال ویچنزا اشاره کرد.
وی همچنین در تیم‌های ملی فوتبال زیر ۱۶ سال ایتالیا و زیر ۱۸ سال ایتالیا بازی کرده‌است.